# Ralph Hopton
Ralph Hopton (1598 – septembre 1652), 1er baron Hopton, fut un commandant royaliste de la Première Révolution anglaise.

## Biographie
Fils de Robert Hopton de Witham (Somerset), il semble qu'il ait été éduqué au Collège de Lincoln (Oxford), et ait servi dans l'armée de Frédéric V du Palatinat, dans les premières campagnes de la Guerre de Trente Ans. En 1624 il est lieutenant-colonel d'un régiment recruté en Angleterre pour servir dans l'armée de Mansfeld. Le roi Charles Ier, à son couronnement, fait Hopton Chevalier dans l'Ordre du Bain. Pendant les tumultes qui ont précédé le début de la guerre civile, Hopton, en tant que membre du Parlement consécutivement pour Bath, Somerset et Wells, s'oppose d'abord à la politique royale, mais après l'« attainder » de Thomas Wentworth 1er comte de Strafford, pour lequel il avait voté, il devient graduellement un ardent partisan de Charles, et au début du conflit est fait lieutenant-général sous le marquis de Hertford dans l'ouest.
Sa première entreprise est de mobiliser les Cornouailles en faveur de la cause royale en accusant les ennemis devant le grand jury du comté comme des perturbateurs de la paix, et en faisant convoquer le posse comitatus pour les expulser; la suivante, de mener la guerre de là dans le Devon. En mai 1643 il remporte la brillante victoire de Stratton, en juin il envahit le Devon, et le 5 juillet inflige une sévère défaite à sir William Waller dans la bataille de Lansdowne (en). À Lansdowne il est gravement blessé par l'explosion d'un char des poudres, et aussitôt après est assiégé à Devizes par Waller; il se défend jusqu'au moment où il est libéré par la victoire de la bataille de Roundway Down (en) le 13 juillet. Il est ensuite créé baron Hopton de Stratton. Mais ses succès dans l'ouest sont interrompus par la défaite à la bataille de Cheriton (en) en mai 1644. Après ça, il sert dans la campagne occidentale sous le commandement de Charles, et vers la fin de la guerre, après que Goring a laissé l'Angleterre, il lui succède au commandement de l'armée royale. Mais il est désormais trop tard pour endiguer la vague de la victoire du Parlement, et Hopton, défait dans sa dernière résistance à la bataille de Torrington le 16 février 1646, se rend à Thomas Fairfax. 
Ensuite il accompagne le prince de Galles dans ses tentatives de prolonger la guerre dans les Îles de Scilly et les Îles Anglo-Normandes. Sa loyauté absolue est incompatible avec l'esprit de concession et de compromis qui prévaut dans le conseil du prince de 1649 à 1650, et il se retire de la participation active à la cause du royalisme. Il meurt en exil à Bruges dans le septembre 1652. La pairie s'éteint à sa mort.
Le roi, le prince Charles et le cercle du gouvernement apprécièrent les mérites de leur fidèle lieutenant moins que ses ennemis Waller et Fairfax, le premier desquels écrivit, "l'hostilité même ne peut pas violer mon amitié pour votre personne," tandis que le deuxième parla de lui comme d'"un que nous honorons et estimons au-dessus de n'importe qui de votre parti" ».